# Endoparasit
Endoparasit är en parasit som lever inuti en värdorganism. 
Inom botaniken är en endoparasit en parasit som lever inuti en värdorganisms celler. Ett exempel är de blåssvampar som orsakar häxkvastar på träd och buskar. Inom zoologin är en endoparasit en organism som lever parasitiskt inne i ett annat djurs kropp, exempelvis i tarmen, blodkärlen eller levern. Organismer som är endoparasiter är mycket specialiserade och är beroende av värddjuren för sin fortlevnad. De saknar vanligen sådana sinnesorgan, exempelvis ögon, och rörelseorgan som inte har någon funktion för deras överlevnad.
Endoparasiter delas inom zoologin upp i två huvudgrupper, maskar och protozoer (encelliga organismer). Masksjukdomar är mycket vanliga i stora delar av världen, speciellt i de länder med stor fattigdom, dålig livsmedels- vattenhygien, och med tropiskt klimat. Med några undantag är parasitmaskarnas livscykler komplexa och kräver att de utvecklas i olika utvecklingsstadier i olika värdarter som kallas för huvudvärdar och mellanvärdar. De flesta maskarter som smittar människan kommer från djur. Människan får i sig maskarna när de äter kött från smittade djur. Utvecklingen till att bli en masksjukdom kan ta flera år och spelar därför en stor roll även inom industriländernas sjukvård eftersom de kan ge svårtolkade sjukdomsbilder då de kan ha orsakats av en infektion för flera år sedan vid en utlandsresa.